# Medico-Psychological Clinic
La Medico-Psychological Clinic est une clinique londonienne proposant des psychothérapies. Ouverte de 1913 à 1922, elle a constitué, durant presque deux décennies, l'unique lieu de formation clinique psychanalytique britannique.

## Histoire
La clinique, également connue sous le nom de « Brunswick Square Clinic », est fondée à Londres en 1913 par Jessie Murray et Julia Turner,. D'autres personnalités soutiennent le projet, notamment l'écrivaine May Sinclair. Les thérapies proposées sont inter-disciplinaires, des thérapies psychanalytiques sont proposées aux patients, à l'origine principalement des soldats atteints de stress post-traumatiques liés à la Première Guerre mondiale.
La clinique est d'abord le seul lieu de formation clinique sur le sol britannique pour les candidats psychanalystes. C'est là que se forment à la pratique psychanalytique James Glover, Sylvia Payne, Ella Freeman Sharpe, Mary Chadwick,, Nina Searl, Susan Isaacs, Iseult Grant-Duff, ou encore Marjorie Brierley, dans une perspective d'ouverture. Progressivement, la formation des analystes se déplace sur le continent, auprès des analystes de l'Institut psychanalytique de Berlin ou de la Société psychanalytique de Vienne, et les analystes revendiquent une orientation psychanalytique freudienne orthodoxe. Deux cliniques d'orientation exclusivement psychanalytique, la Tavistock Clinic (1920) et la London Psychoanalytical Clinic de la Société britannique de psychanalyse (1926) deviennent les lieux de formation et d'exercice psychanalytique. La Medico-Psychological Clinic, très en difficulté sur le plan financier, ferme en 1922.

### Les débuts
Le 13 juillet 1913, un entrefilet publié par l'Observer annonce une réunion préparatoire à l'établissement d'une clinique médico-psychologique à Londres, pour le traitement des maladies au moyen de la psychothérapie et fait un appel aux dons. Mais, quelques jours plus tard, Julia Turner, cofondatrice de la clinique, s'exprime à son tour pour regretter la publication de l'annonce dans la presse, insérée sans l'approbation du comité scientifique, avant qu'une annonce ait été faite dans la presse médicale. Quelques mois plus tard, un autre incident se produit, lors d'une réunion préparatoire, lorsque Edward Montagu qui présidait la réunion, évoque ses dons de guérison qui lui ont permis de soigner des officiers blessés durant la guerre en Afrique du Sud. Cette interventions provoque de nombreuses déclarations de médecins et d'autres professionnels, initialement associés au projet de clinique, qui prennent leurs distances à son égard. Les quatre médecins pressentis pour diriger la clinique se dissocient à leur tour des déclarations de Lord Sandwich et expriment dans une déclaration que la clinique serait un lieu d'étude pour des médecins qui voulaient se former à la clinique psychothérapeutique. Le psychologue Charles Spearman, membre fondateur de la clinique, fait également une déclaration où il indique que l'occultisme n'est pas seulement étranger à l'esprit de la clinique, il est en opposition directe avec elle. Cependant, les liens qu'entretiennent un certain nombre de médecins et de psychologues britanniques avec la psychanalyse et la pratique de la psychothérapie par des non-médecins, dite « analyse laïque », existent depuis 1915. Ainsi, le Journal of Mental Science, périodique de la Medico-Psychological Association, publie des recensions de publications liées à la psychanalyse, notamment de l'ouvrage de Bernard Hart, The Psychology of Insanity (1913).
La création de la clinique n'est pas officiellement soutenue par la Medico-Psychological Association. Cependant, un rapport édité par l'Association en 1914 relève le manque de soutien à la recherche scientifique et de possibilités de carrière dans le champ de la santé mentale et critique le fait que les patients ne puissent pas se faire soigner à leur propre initiative.

### Les années de croissance
La croissance de la clinique est rapide : elle ouvre dans une maison particulière d'Endsleigh Street, Bloomsbury, et propose trois après-midis par semaine des soins médicaux et psychologiques, à visée thérapeutique et à coût réduit, pour les patients qui n'avaient pas les moyens de consulter dans un cadre privé. Lorsque la clinique s'agrandit, elle s'installe dans ses propres locaux au 30 Brunswick Square en juillet 1914. Les patients passent une visite médicale, puis Jessie Murray et Julia Turner leur font passer des tests psychologiques pour déterminer le traitement qui convient. Enfin, le patient commence des séances de 45 minutes de traitement psychothérapeutiques, qui pouvaient consister en électrothérapie, et un programme d'exercices personnels.
En juillet 1915, la clinique crée la Society for the Study of Orthopsychics, dirigée par un comité distinct auquel appartiennent Jessie Murray et Julia Turner. Le terme « Orthopsychics » a été proposé par May Sinclair. La nouvelle organisation propose un programme de formation en un cycle de trois ans, qui comporte une psychanalyse à visée formative de l'étudiant, sur trois ans, ainsi que des activités cliniques supervisées, auprès de patients de la clinique. La formation est payante, le premier président est Percy Nunn, auquel succède L.T. Hobhouse en 1919. Les cours ont lieu dans les locaux de la clinique, à laquelle la Société paie un loyer. La répartition des occupations entre la clinique et la société est clairement définie : la clinique s'occupe des soins médicaux, tandis que la Société d'Orthopsychics s'occupe de formation, en ce qui concerne les aspects psychologiques et sociologiques des pathologies envisagées. Les patients restaient sous l'autorité médicale des médecins, qui recevaient des éléments d'information sur l'évolution de leur suivi thérapeutique. La Société se donne comme objets l'étude du caractère humain, sur le plan individuel et social, et des conditions nécessaires à son développement ordinaire, la formation en psychologie appliquée et l'organisation d'études et de conférences sur des thèmes généraux liés à la connaissance du caractère humain. Les cours proposés concernent la biologie, la physioligie, la psychologie générale et expérimentale, des éléments d'anthropologie et de philosophie, de l'histoire comparée des religions et mythologie. Des périodes d'examens sont prévues. Lorsque les étudiants ont suffisamment avancé dans leur propre analyse, ils peuvent assister l'un des analystes qualifiés. Enfin, les étudiants doivent présenter un mémoire pour valider leur cursus et obtenir leur diplôme.
La clinique elle-même s'agrandit : une première annexe ouvre au no 34, suivie d'une autre au no 33 destinée quant à elle à accueillir une unité spécialement prévue pour les soldats victimes d'« obusite. » Les candidatures de patients affluent rapidement. En 1918, la clinique soigne 189 patients en ambulatoire, et 36 patients résidents, qui ont bénéficié chacun d'environ vingt séances thérapeutiques. À titre de comparaison, la Tavistock Clinic accueille en 1920 247 patients. Charles Samuel Myers, psychiatre, cofondateur de la British Psychological Society, et William McDougall s'intéressent à l'utilisation de méthodes psychothérapeutiques et psychanalytiques pour traiter les milliers de soldates victimes d'obusite dans les tranchées. L'entrée en guerre du Royaume-Uni avait d'abord semblé menacer financièrement la clinique en restreignant les dons qui vont à l'effort de guerre, mais la nécessité de soigner les soldats, fragilisés sur le plan nerveux et psychique par le « War shock », selon d'autres méthodes que les méthodes médicales traditionnelles offre de nouvelles opportunités à la clinique. Un nouvel appel aux dons publié en octobre 1917 précise que les soins sont prodigués aussi bien aux populations civiles qu'aux combattants. Le rapport d'activité de la clinique fait état des limites auxquelles sont confrontées les thérapies proposées, en raison de la gravité de certaines pathologies liées à la guerre, notamment lorsqu'il s'agit de patients traités préalablement dans d'autres institution, sans succès et exprime le dilemme qui se pose : renoncer à l'accueil de ces patients dont la guérison est aléatoire pour accueillir des cas moins sévères qui répondent plus rapidement et facilement aux traitements, ce qui aurait un effet statistique bénéfique sur les activités de la clinique, et souhaite maintenir d'un accueil de la dernière chance pour les patients souffrant de maladie nerveuse.

### Les soins proposés
Sous le terme général de rééducation psychologique, la clinique propose plusieurs traitements psychothérapeutiques. Sous cet intitulé, quatre groupes de soins sont présentés : analyse psychologique, référée à Pierre Janet et Morton Prince, psychanalyse selon Sigmund Freud et Carl Gustav Jung, conversation thérapeutique et persuasion de Jules Dejerine et Paul Dubois pour la thérapie rationnelle, enfin rééducation et suggestion. Jessie Murray et Julia Turner décident du traitement le plus approprié à la situation de la personne. Quelle que soit la thérapie utilisée, la relation du thérapeute avec son patient restait centrale, et la personnalité du médecin ainsi que ses interactions avec le patient étaient à la base du traitement. À côté du traitement psychothérapeutique, des activités créatives sont proposées aux patients, telles qu'artisanat, musique, danse, jeux ou jardinage, conçues pour détourner les forces psychiques des patients de préoccupations morbides.

### Les conflits avec la Société britannique de psychanalyse
La délimitation entre les membres du personnel de la clinique et les patients, et entre collègues, était parfois difficile à établir, dans la mesure où d'anciens patients pouvaient ensuite entrer en formation. Ernest Jones, dès 1919, alors qu'il réorganise la Société britannique de psychanalyse dont il écarte les Jungiens, axe sa critique du fonctionnement de la clinique sur ce point, relevant que les analystes en formation étaient souvent d'anciens patients. C'est le cas par exemple d'Ella Sharpe, venue faire une analyse avec Jessie Murray et James Glover, à l'issue de laquelle elle s'inscrit aux cours puis devient l'assistante de James Glover lorsqu'il prend la direction de la clinique en 1920. Jusqu'en 1920, aucun membre du personnel n'a une expérience personnelle de la psychanalyse telle qu'elle est pratiquée sur le continent à cette époque et très peu de textes théoriques ou cliniques en langue anglaise sont disponibles. Julia Turner n'a aucune formation psychologique ou médicale, Jessie Murray, qui est médecin, a une formation psychologique obtenue à l'University College de Londres. James Glover, également médecin et qui a fait une analyse avec Julia Turner, a lui-même traduit et analysé des textes de Freud. Ernest Jones critique avec virulence le travail de « soi-disant analystes laïques », le manque de qualification des thérapeutes, le fait qu'aucun n'ait été analysé préalablement, et s'inquiète du discrédit qui risque de rejaillir sur la psychanalyse britannique, particulièrement auprès des médecins. La ligne adoptée par la Clinique, pour laquelle la psychanalyse est une ressource qui peut être utilisée en conjonction avec d'autres traitements psychologiques, n'est pourtant pas isolée à cette époque : Hugh Crichton-Miller, fondateur de la Tavistock Clinic exprime en 1912 que la psychothérapie inclut toutes les formes de traitement psychique, suggestion, hypnose, persuasion, rééducation et « mind-drill ». Avant lui, Milne Bramwell ou A.W. Rentherghem montraient la même inclination à utiliser plusieurs méthodes. David Eder s'était trouvé confronté à une hostilité générale lorsqu'il avait évoqué le traitement psychanalytique devant la section neurologique de la British Medical Association mais, dès 1913, un semblable auditoire marque son intérêt pour le traitement des névroses par différentes thérapies, et notamment la psychanalyse. Outre Hugh Crichton-Miller, qui est également vice-président de l'Institut Carl Gustav Jung de Zurich, la clinique et son action sont soutenues par des écrivains, psychologues et médecins, notamment Mona Caird, Charles Spearman, Thomas Percy Nunn ou Charles Samuel Myers. La psychanalyse, quant à elle, trouve des appuis, notamment auprès de Constance Long, médecin jungienne, mais fait également face à des attaques importantes. Pour un certain nombre de médecins, la psychanalyse représente une technique plutôt qu'un corpus théorique, et pouvait ainsi être utilisé conjointement avec l'hypnose ou la suggestion.

### Les pourparlers avec la Société britannique de psychanalyse
Dès 1919, Jessie Murray, atteinte du cancer dont elle meurt en septembre 1920, se met en retrait, et la clinique ne résiste pas à sa disparition. En juillet 1920, David Forsyth tente une démarche personnelle auprès de James Glover, devenu co-directeur de la clinique avec Julia Turner : il lui propose de remettre la gouvernance de la clinique à la Société de psychanalyse, démarche à laquelle James Glover ne donne pas suite. Ernest Jones, pour sa part, espère que la clinique cessera ses activités et que la Société de psychanalyse pourra la reprendre et lui donner une orientation exclusivement psychanalytique. Un an plus tard, en 1920, une affiliation de la clinique à la Société de psychanalyse, évoquée par Ethilda Budgett Meakin Herford devant Jones, au VIe congrès de l'Association psychanalytique internationale à La Haye, rencontre la faveur de Karl Abraham, mais suscite l'hostilité de Jones. Entre-temps, les arrangements sont pris pour que James Glover et Ella Sharpe fassent une analyse à Berlin, Glover avec Abraham et Sharpe avec Hanns Sachs. À son retour de Berlin en 1921, Glover se prononce en faveur d'une prise en charge des patients exclusivement psychanalytique, puis en 1921, propose que la clinique rejoigne la Société britannique de psychanalyse. Cette proposition provoque un désaccord majeur entre le comité de direction de la clinique, qui s'y montre favorable, et la Society of Orthopsychics qui s'y refuse. Julia Turner donne alors sa démission, et crée à Endsleigh, Bloomsbury, une nouvelle association, la Psychological Aid Society. La clinique continue à fonctionner, malgré cette partition, mais ferme définitivement, criblée de dettes, en 1922. Une partie de la dette est réglée par la vente du bail des maisons de Brunswick Square, tandis que le reste des biens de la clinique revient à l'Institut de psychanalyse. James Glover, Ella Sharpe, Nina Searl, Marjory Brierley rejoignant, dès le début des années 1920, la Société britannique de psychanalyse. Hugh Crichton-Miller, Agnes Savill, Charles S. Myers rejoignent, quant à eux, la Tavistock Clinic.